# حلقة مطاطية

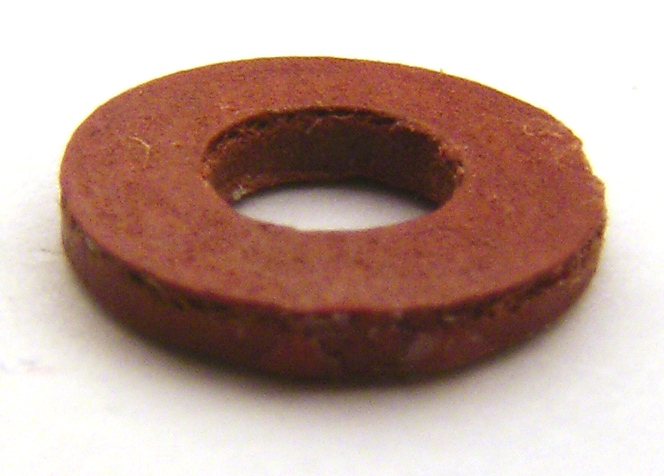

الحلقة المطاطية (بالإنجليزية: Rubber washer)‏ هي حلقة مصنوعة من المطاط وتستخدم في الأجهزة الميكانيكية. تستخدم هذه الحلقة لمنع انتشار الاهتزازات من جزء لآخر، مما يقلل مستويات الضوضاء الناتجة.
من أكثر استخدامتها شيوعًا في مراوح التهوية والأقراص الصلبة، فتعمل على فصل ماتور المروحة عن صندوق الحاسوب، فتمنع بذلك تضخم الضوضاء كنتيجة لتأثير الصدى في التجويف.